# TT55
TT55 — гробница фиванского некрополя Шейх Абд эль-Курна на западном берегу Нила, напротив Луксора. Место упокоения визиря Ра-мосе, открыто в 1879 году.

## Описание
Усыпальница задумывалась в виде небольшого храма с двумя рядами колонн, часовней и погребальной камерой, в которую ведёт коридор из первой залы. В главном помещении 32 колонны, а в коридоре — 8. Гробница примечательна высокохудожественными рисунками традиционного и амарнского искусства.
На восточной стене сохранился незавершённый рельеф в традиционном стиле, где изображены Ра-мосе с женой и его братом Аменхотепом с женой Маи. Жрец в шкуре пантеры приносит жертвы в память, три девушки играют на музыкальных инструментах. Ра-мосе и его близкие присутствуют при совершении погребальных ритуалов (омовение, воскурение благовоний, подношения жертвенных даров).
На южной стене в двух регистрах изображены также похоронные сцены, отмеченные влиянием народившегося Амарнского художественного стиля. В верхнем ряду показан перевоз саркофага, стоящего на санях, на лодке. Эти сцены были позже замазаны по неизвестной причине.
На западной стене имеются две сцены с фараоном Эхнатоном. Обозначение его именем Аменхотеп IV указывает на время построения гробницы — начало его царствования. В левой части стены фараон изображён сидящим рядом с Маат. Под троном высечены названия подчинённых стран, проиллюстрированные рисунками нубийцев, азиатов и ливийцев. Справа — сцена, получившая распространение в амарнскую эпоху: Эхнатон и Нефертити из окна явлений даруют Ра-мосе золотые украшения. Обе эти сцены незавершенны — контурно обозначены, нечётки. В крайнем правом углу западной стены Ра-мосе изображён уходящим из дворца под овации присутствующих.
Не декорированный коридор в глубине гробницы ведёт от центра западной стены к часовне с 3 нишами.

### Погребальная камера
Резко наклонный коридор в юго-западной стороне ведёт к погребальной камере, выходящей к неукрашенному, неиспользовавшемуся помещению с 4 колоннами. Здесь найдены урна и забальзамированный череп, следы синей краски напротив входа.
- Погребальная камера
- Апуйе - мать Ра-мосе
- Похоронная процессия
- Плакальщицы
- Неоконченный рисунок. Эпоха Аменхотепа III и Эхнатона

## Доступ для посещений
Гробница с 2007 года доступна для посетителей с 7 до 17 часов. Фотографирование запрещено, как и в прочих подобных египетских гробницах.